# 내촌초등학교 연지분교
내촌초등학교 연지분교는 대한민국 강원특별자치도 홍천군 내촌면 화상대리 130-1에 있었던 공립 초등학교이다.

## 연혁
- 1953년 2월 16일 내촌국민학교 연지분교장
- 1996년 3월 1일 내촌초등학교 연지분교장 개칭
- 1999년 3월 1일 폐교